# Karl-Heinz Fezer
Karl-Heinz Fezer (* 16. April 1946 in Heidelberg) ist ein deutscher Rechtswissenschaftler und emeritierter Professor für Bürgerliches Recht, Recht der Wirtschaftsordnung und Recht der internationalen Wirtschaftsbeziehungen an der Universität Konstanz.

## Leben
Karl-Heinz Fezer studierte von 1966 bis 1970 Rechtswissenschaft an der Ruprecht-Karls-Universität Heidelberg und war Teilnehmer am ständigen Seminar für Wirtschaftsrecht bei Wolfgang Hefermehl (seit 1968). Sein Studium schloss er 1970 mit der Ersten juristischen Staatsprüfung in Heidelberg ab. Bei Hefermehl wurde Fezer im Jahre 1973 mit dem Thema Der Benutzungszwang im Markenrecht promoviert. 1973 legte er zudem sein zweites juristisches Staatsexamen ab und war von 1980 bis 1982 Hochschulassistent. Es folgte seine Habilitation bei Wolfgang Hefermehl über Die Teilhabe und Verantwortung – Die personale Funktionsweise des subjektiven Privatrechts.
Während des Sommersemesters 1982 war er Vertreter des Lehrstuhls für Römisches und Bürgerliches Recht an der Johann Wolfgang Goethe-Universität Frankfurt am Main. Von 1982 bis 1983 war er Professor für Bürgerliches Recht mit Nebengebieten an der Juristischen Fakultät der Westfälischen Wilhelms-Universität Münster. Seit 1983 ist er Ordinarius (C4) für Bürgerliches Recht, Recht der Wirtschaftsordnung und Recht der internationalen Wirtschaftsbeziehungen an der Juristischen Fakultät bzw. seit 1999 im Fachbereich Rechtswissenschaft der Sektion Politik-Recht-Wirtschaft der Universität Konstanz.

### Weitere Tätigkeiten
- 1987–1988: Dekan der Juristischen Fakultät der Universität Konstanz
- 1987–1989: Richter im Nebenamt am Landgericht Konstanz
- seit 1989: Richter im Nebenamt am Oberlandesgericht Stuttgart, 2. Zivilsenat (Wettbewerbssenat)
- 1989–1998: Arbeitsbereich Internationales Immaterialgüter- und Technologierecht am Zentrum für Internationale Wirtschaft an der Universität Konstanz
- Wintersemester 1989/1990: Professeur suppléant à l’Université de Genève
- 1990–1996: Lehrauftrag an der Juristenfakultät der Universität Leipzig
- 1990–1997: Mitglied des Vorstands der Deutsch-Deutschen Juristischen Vereinigung e.V. (DDJV)
- 1991–1993: Mitglied der Gründungskommission der Juristenfakultät der Universität Leipzig
- 1996: Honorarprofessor für Gewerblichen Rechtsschutz an der Juristenfakultät der Universität Leipzig
- 1996–2012: Mitglied und seit 1999 Vorsitzender des Verwaltungsrats der Stiftung Warentest, Berlin[1]
- 1997–2005: Ständiges Mitglied der Sachverständigenkommission für Gewerblichen Rechtsschutz am Bundesministerium der Justiz
- seit 1997: Dozent an der Universität St. Gallen (Schweiz) für europäisches und internationales Markenrecht im Nachdiplomstudium im Europäischen und Internationalen Wirtschaftsrecht
- 2000–2003: Interdisziplinäres DFG-Forschungsprojekt zur Europäisierung des Gewerblichen Rechtsschutzes (gemeinsam mit Wolfgang Seibel)
- 2000–2003: Mitglied der Arbeitsgruppe „Unlauterer Wettbewerb“ des Bundesministeriums der Justiz zur Modernisierung des UWG; Rechtsgutachten zur „Modernisierung des Rechts gegen den unlauteren Wettbewerb“ im Auftrag des Bundesministeriums der Justiz
- seit 2001: Mitglied im Gesamtvorstand und im Ausschuss für Wettbewerbs- und Markenrecht der Vereinigung für gewerblichen Rechtsschutz und Urheberrecht e.V. (GRUR)
- seit 2005: Mitglied im DIN-Ausschuss Markenwert-Messung
- 2005: Mitglied der Arbeitsgruppe „Unlauterer Wettbewerb“ des Bundesministeriums der Justiz zur Umsetzung der Richtlinie 2005/29/EG des Europäischen Parlaments und des Rates vom 11. Mai 2005 über unlautere Geschäftspraktiken im binnenmarktinternen Geschäftsverkehr zwischen Unternehmen und Verbrauchern
- seit 2005: Mitglied der Verbraucherkommission Baden-Württemberg[2]
- WS 2009/2010–SS 2010: Studiendekan des Fachbereichs Rechtswissenschaft an der Universität Konstanz

## Publikationen
- Repräsentatives Dateneigentum: ein zivilgesellschaftliches Bürgerrecht. Studie im Auftrag der Konrad-Adenauer-Stiftung e.V. zum Thema „Einführung eines besonderen Rechts an Daten“. Hrsg. von Pencho Kuzev, Tobias Wangermann, Konrad-Adenauer-Stiftung, Sankt Augustin/Berlin 2018, ISBN 978-3-95721-416-4.

### Herausgeber
- Lauterkeitsrecht: Kommentar zum Gesetz gegen den unlauteren Wettbewerb (UWG). 2 Bände. Beck, München 2005; 2. Auflage 2010.
- Handbuch der Markenpraxis. 2 Bände, Beck, München 2007; 2. Auflage 2012.

### Kommentare
- Markenrecht: Kommentar zum Markengesetz, zur Pariser Verbandsübereinkunft und zum Madrider Markenabkommen. Beck, München 1997; 4. Auflage 2009.
- Handbuch der Markenpraxis. Bearbeitet: Einleitung zum Markenverfahrensrecht und Markenvertragsrecht, Dokumentation und Register. Beck, München 2007.
- Lauterkeitsrecht: Kommentar zum Gesetz gegen den unlauteren Wettbewerb (UWG). Bearbeitet: Einleitung, §§ 1 bis 3; Dokumentation, Register. Beck, München 2005; 2. Auflage 2010.
- J. von Staudingers Kommentar zum Bürgerlichen Gesetzbuch mit Einführungsgesetz und Nebengesetzen. Bearbeitet (gemeinsam mit Stefan Koos): Einführungsgesetz zum Bürgerlichen Gesetzbuche/IPR. Internationales Wirtschaftsrecht (IPR des KartellR, LauterkeitsR, MarkenR, PatentR und UrheberR). Sellier, Berlin 2010.

## Auszeichnungen
- Wintersemester 1992/1993: Platz 1 in der Lehre im bundesweiten Ranking „Prüf’ den Prof!“ des RCDS in Zusammenarbeit mit dem Bundesministerium für Bildung und Wissenschaft
- Wintersemester 1993/1994: Platz 2 in der Lehre im bundesweiten Ranking „Prüf’ den Prof!“ des RCDS in Zusammenarbeit mit dem Bundesministerium für Bildung und Wissenschaft
- Juli/August 2005: Aufnahme in die Jahresliste 2005 der weltweit 50 bedeutendsten Personen auf dem Gebiet des Intellectual Property (IP) der Zeitschrift Managing Intellectual Property (MIP)